# Rosa minutifolia
Rosa minutifolia  (лат.) — вид рода Шиповник семейства Розовые.

## Ареал
Rosa minutifolia встречается в Северной Америке в Мексике в штате Нижняя Калифорния и в США в штате Калифорния. Встречается на высоте 160 метров над уровнем моря.

## Биологическое описание
Густо растущий кустарник. Стебли серого цвета; колючки многочисленные, стройные, прямые.
Листья обратнояйцевидные, с зубчатыми краями.
Соцветие обычно одноцветковое; цветоножки от 2 до 10 мм; лепестки цветка от 10 до 20 мм.

## Культивирование
Rosa minutifolia выращивается как декоративное растение.